# Ouonck
Ouonck est un village du Sénégal situé en Basse-Casamance. C'est le chef-lieu de la communauté rurale de Ouonck, dans l'arrondissement de Tenghory, le département de Bignona et la région de Ziguinchor.
Lors du dernier recensement (2002), la localité comptait 972 habitants et 135 ménages.